# Kenan Kodro
Kenan Kodro Maksumović (San Sebastián, Guipúzcoa, 19 de agosto de 1993) es un futbolista español, nacionalizado bosnio, que juega de delantero en el Ferencváros T. C. de la Nemzeti Bajnokság I. También fue internacional con la selección de Bosnia y Herzegovina.
Es hijo del exfutbolista Meho Kodro.

## Trayectoria

### Inicios en Guipúzcoa
Kenan se inició en la cantera del Antiguoko KE de San Sebastián entre 2004 y 2008, año en el que pasó a las filas de la Real Sociedad. En la temporada 2011-12 dio el salto a la Real Sociedad "B", que dirigía su propio padre, con apenas dieciocho años. Sin embargo, la falta de minutos le llevaron a salir cedido en el mes de febrero al Lagun Onak de Tercera División. En el equipo de Azpeitia logró dos tantos, incluyendo uno en su partido de debut. Jugó en el filial donostiarra dos temporadas más, en las que anotó catorce goles.

### C. A. Osasuna
Después de acabar su contrato con el club txuri-urdin, firmó por el C. A. Osasuna para integrarse en su filial en 2014 Marcó dos tantos en sus primeros dos encuentros con el filial, por lo que rápidamente se ganó un hueco en el primer equipo rojillo. El 18 de octubre marcó su primer tanto con el club navarro para dar el triunfo por 3 a 2, en el minuto 93, ante el C. D. Tenerife. En la campaña siguiente fue uno de los héroes del ascenso a Primera gracias a sus tres tantos en los play-offs de ascenso, incluidos los dos logrados en los dos partidos de la final ante el Girona F. C.
El 19 de agosto de 2016 debutó como titular en Primera División en un empate a uno ante el Málaga C. F. Su primer tanto llegaría cinco meses después en una derrota por 3 a 4 ante el Sevilla F. C. El 5 de febrero de 2017 abrió el marcador en una derrota por 3 a 2 ante la Real Sociedad. Un mes después anotaría su primer doblete en la categoría ante la UD Las Palmas en apenas seis minutos. El 13 de mayo marcó el gol de la victoria ante el Granada en el minuto 74.

### Etapa en Alemania, Suiza y Dinamarca
Al acabar la campaña 2016-17 fue traspasado al Mainz 05 alemán por 1 750 000 €. En febrero de 2018 fue cedido al Grasshopper suizo hasta final de temporada en busca de más oportunidades. Allí lograría siete tantos en tres meses, incluyendo un hat-trick ante el F. C. Lugano. El 3 de julio de 2018 fichó por el F. C. Copenhague, que pagó 1,6 millones de euros por el traspaso del delantero. Con el club danés anotó cinco goles en la fase previa de la Liga Europa, consiguiendo un nuevo triplete ante el Stajrnan.

### Athletic Club
El 31 de enero de 2019 se enroló en las filas del Athletic Club, con el que firmó un contrato hasta 2022. El coste del fichaje, aunque no se hizo oficial, se estimó en un millón de euros. El 10 de febrero debutó en un partido contra el F. C. Barcelona, que acabó empate a cero, sustituyendo a Iñaki Williams en el minuto 89. El 16 de marzo anotó su primer gol con el club vizcaíno, en San Mamés ante el Atlético de Madrid, a los 27 segundos de haber saltado al terreno de juego para establecer el 2 a 0 definitivo.
El 24 de noviembre de 2019 anotó el tanto del triunfo del Athletic en El Sadar (1-2), en el minuto 78, donde Osasuna llevaba 31 partidos sin perder.
El 18 de diciembre de 2020 transformó el penalti cometido sobre él mismo, en el minuto 86, para dar la victoria frente a la S. D. Huesca (2-0).

### Real Valladolid
El 28 de enero de 2021 se hizo oficial su cesión al Real Valladolid C. F. hasta final de temporada. Con el cuadro pucelano descendió a Segunda División y no pudo anotar ningún gol en catorce partidos.

### Hungría
El 24 de agosto del mismo año rescindió su contrato con el Athletic Club y se incorporó al MOL Fehérvár F. C., anteriormente conocido como Videoton. El 28 de agosto debutó en un partido contra el MTK Budapest, donde salió desde el banquillo para marcar sus dos primeros goles y dar la vuelta al marcador (2-1).En su primera campaña fue el segundo máximo goleador de la liga húngara con quince tantos. En su segunda temporada logró trece goles, además de tres goles en las fase previa de la Liga Europa de la UEFA aunque el club de Székesfehérvár acabó a dos puntos del descenso.
El 6 de enero de 2024 fichó por el Ferencváros T. C., que pagó 600 000 euros por su traspaso, cuando era el máximo goleador liguero con once tantos.

### Gaziantep
El 30 de julio de 2024 firmó como cedido por el Gaziantep de la Superliga de Turquía.

## Selección nacional
En marzo de 2017 fue convocado por primera vez para jugar con Bosnia y Herzegovina para los partidos contra la selección de Gibraltar y de Albania. El 28 de marzo debutó en el amistoso ante Albania dando la asistencia del segundo tanto. El 3 de septiembre de 2017 marcó su primer tanto con el combinado bosnio en el triunfo por 0 a 4 ante Gibraltar, encuentro clasificatorio para el Mundial de 2018. El 23 de marzo de 2018 anotó el único gol del encuentro en el amistoso ante Bulgaria.
Tras haber acudido sólo a una convocatoria entre junio de 2019 y junio de 2022, en septiembre de 2022 volvió a entrar en las convocatorias de manera continuada. En septiembre de 2023 coincidió con su padre que acababa de ser nombrado seleccionador, aunque Meho fue destituido tras dirigir dos encuentros frente a Liechtenstein e Islandia por desavenencias con la directiva. Tras la destitución de su padre, Kenan decidió no volver con la selección.

## Clubes
Categorías inferiores
| Club          | País   | Año       |
| ------------- | ------ | --------- |
| Antiguoko     | España | 2004-2008 |
| Real Sociedad | España | 2008-2011 |

Profesional
| Club                           | País      | Año       | Partidos | Goles |
| ------------------------------ | --------- | --------- | -------- | ----- |
| Real Sociedad "B"              | España    | 2011-2012 | 14       | 2     |
| C. D. Lagun Onak (cedido)      | España    | 2012      | 9        | 2     |
| Real Sociedad "B"              | España    | 2012-2014 | 62       | 14    |
| C. A. Osasuna "B"              | España    | 2014      | 4        | 2     |
| C. A. Osasuna                  | España    | 2014-2017 | 87       | 15    |
| 1. FSV Maguncia 05             | Alemania  | 2017-2018 | 10       | 0     |
| Grasshoppers (cedido)          | Suiza     | 2018      | 15       | 7     |
| F. C. Copenhague               | Dinamarca | 2018-2019 | 18       | 6     |
| Athletic Club                  | España    | 2019-2021 | 27       | 4     |
| Real Valladolid C. F. (cedido) | España    | 2021      | 14       | 0     |
| MOL Fehérvár F. C.             | Hungría   | 2021-2024 | 88       | 44    |
| Ferencváros T. C.              | Hungría   | 2024-act. | 19       | 2     |
| Gaziantep F. K. (cedido)       | Turquía   | 2024-2025 | 32       | 8     |

## Palmarés

### Títulos nacionales
| Título              | Club              | País    | Año  |
| ------------------- | ----------------- | ------- | ---- |
| Supercopa de España | Athletic Club     | España  | 2021 |
| Nemzeti Bajnokság I | Ferencváros T. C. | Hungría | 2024 |

## Vida personal
Es hijo del exfutbolista bosnioherzegovino Meho Kodro que jugó en clubes como el Velež Mostar, la Real Sociedad o el FC Barcelona. Es musulmán practicante debido al origen bosniaco de su familia.